# Aleksandrs Mirskis
Aleksandrs Mirskis (russisk: Александр Мирский; 20. marts 1964 i Vilnius i Litauiske SSR) er en lettisk politiker med russisk baggrund, og siden 2009 et af ni medlemmer af Europa-Parlamentet fra Letland.
Mirskis dimitterede som civilingeniør ved Kaunas Polytekniske Institut i 1986. Han arbejdede som projektleder indenfor byggebranchen (1986–89 og 1990–92), med et års pause for at aftjene værnepligten i Den Røde Hær som chef for en strålings-rekognosceringsenhed. Efter afsluttet værnepligt, med rang af premierløjtnant, genoptog han sit arbejde i byggebranchen.
I 1992 blev Mirksis teknisk direktør og syv år senere daglig leder af et byggefirma. Han trak sig tilbage fra forretningsverden for at blive rådgiver for borgmesteren i Riga, hovedstaden i Letland, i årene 2001 til 2005. Senere blev han valgt til det lettiske parlament Saeima, hvor han var aktiv fra 2006 til 2009.
Siden juli 2009 har han været et af de ni lettiske medlemmer af Europa-Parlamentet, tilknyttet Gruppen for Det Progressive Forbund af Socialdemokrater. Mirskis er medlem af udenrigsudvalget og er suppleant i regionaludviklingsudvalget.